# 성공과 좌절
《성공과 좌절》은 대한민국 16대 대통령 노무현이 전하는 회고록이다.
소탈하고 서민적인 모습으로 다가왔던 전 대통령은 자신의 좌절과 실패, 미처 대답하지 못한 질문들에 대한 답변이 담긴 진솔한 이야기가 담겨있다.

## 줄거리
회고록의 주제가 '성공'이 아닌 '실패'로 정하게 된 심정을 밝히며, 국가의 역할, 대통령의 과업, 참여정부의 노선, 참여정부가 성공을 이루지 못한 원인, '노무현의 정치'가 좌절하게 된 배경에 대해 논한다.
또 대통령 취임 전부터 답을 찾으려 노력했으니 답을 찾지 못했던 이야기 등에 대해 이야기한다

## 차례
- 제1부 이제 저를 버리셔야 합니다.
  - 01.미완의 회고
  - 02.봉하단상
- 제2부 나의 정치역정과 참여정부5년
  - 01.시대는 한 번도 나를 비켜가지 않았다
  - 02.참여정부 5년을 말하다
  - 03.한국 정치에 대한 단상